# Formosia viridiventris
Formosia viridiventris là một loài ruồi trong họ Tachinidae.